# European Sevens Championship Femenino 2005
El European Sevens Championship Femenino de 2005 fue la tercera edición del campeonato de selecciones nacionales femeninas europeas de rugby 7.

## Fase de grupos

### Grupo A
| Equipo     | Encuentros | Encuentros | Encuentros | Encuentros | Tantos  | Tantos    | Tantos     | Puntos |
| Equipo     | jugados    | ganados    | empatados  | perdidos   | a favor | en contra | diferencia | Puntos |
| ---------- | ---------- | ---------- | ---------- | ---------- | ------- | --------- | ---------- | ------ |
| Inglaterra | 4          | 4          | 0          | 0          | 115     | 7         | +108       | 12     |
| España     | 4          | 3          | 0          | 1          | 114     | 12        | +102       | 10     |
| Bélgica    | 4          | 1          | 1          | 2          | 24      | 57        | -33        | 7      |
| Portugal   | 4          | 1          | 1          | 2          | 34      | 85        | -51        | 7      |
| Suiza      | 4          | 0          | 0          | 4          | 5       | 131       | -126       | 4      |

### Grupo B
| Equipo       | Encuentros | Encuentros | Encuentros | Encuentros | Tantos  | Tantos    | Tantos     | Puntos |
| Equipo       | jugados    | ganados    | empatados  | perdidos   | a favor | en contra | diferencia | Puntos |
| ------------ | ---------- | ---------- | ---------- | ---------- | ------- | --------- | ---------- | ------ |
| Países Bajos | 4          | 4          | 0          | 0          | 89      | 5         | +84        | 12     |
| Suecia       | 4          | 3          | 0          | 1          | 49      | 24        | +25        | 10     |
| Francia      | 4          | 2          | 0          | 2          | 53      | 14        | +39        | 8      |
| Italia       | 4          | 1          | 0          | 3          | 12      | 92        | -80        | 6      |
| Croacia      | 4          | 0          | 0          | 4          | 5       | 73        | -68        | 4      |

## Fase Final

#### Copa de oro
|  | Semifinales  | Semifinales  | Semifinales |        |            | Copa         | Copa         | Copa         |  |
|  |              |              |             |        |            |              |              |              |  |
|  |              |              |             |        |            |              |              |              |  |
|  | Inglaterra   | Inglaterra   | 49          |        |            |              |              |              |  |
|  | Inglaterra   | Inglaterra   | 49          |        |            |              |              |              |  |
|  | Suecia       | Suecia       | 0           |        |            |              |              |              |  |
|  | Suecia       | Suecia       | 0           |        | Inglaterra | Inglaterra   | 14           |              |  |
|  |              |              |             |        | Inglaterra | Inglaterra   | 14           |              |  |
|  |              |              | España      | España | 0          |              |              |              |  |
|  | España       | España       | España      | España | 0          | 28           |              |              |  |
|  | España       | España       |             |        |            | 28           |              |              |  |
|  | Países Bajos | Países Bajos | 5           |        |            | Tercer lugar | Tercer lugar | Tercer lugar |  |
|  | Países Bajos | Países Bajos | 5           |        |            | Tercer lugar | Tercer lugar | Tercer lugar |  |
|  |              |              |             |        |            |              |              |              |  |
|  |              |              |             |        |            | Países Bajos | Países Bajos | 21           |  |
|  |              |              |             |        |            | Países Bajos | Países Bajos | 21           |  |
|  |              |              |             |        |            | Suecia       | Suecia       | 7            |  |
|  |              |              |             |        |            | Suecia       | Suecia       | 7            |  |
|  |              |              |             |        |            |              |              |              |  |

| Bandera de Inglaterra |
| Campeón Inglaterra    |
| Segundo título        |